# Урош Вељовић
Урош Вељовић (Краљево, 5. новембра 1996) српски је фудбалер, који тренутно наступа за Слогу из Краљева.

## Каријера
Вељовић је тренирао у школи фудбала Бамби у родном Краљеву. Своју сениорску каријеру почео је у чачанској Слободи, где је забележио 30 наступа уз један погодак у Српској лиги Запад. Одатле је прешао у омладинску селекцију Металца из Горњег Милановца, док је лета 2015. приступио екипи Полета из Љубића. Годину дана касније прешао је у ФАП из Прибоја и ту се задржао такође једну сезону. Током такмичарске 2017/18. био је члан Славије из Источног Сарајева са којом је наступао у Првој лиги Републике Српске.
Вељовић се након тога вратио у ФАП крајем августа 2018. и ту се задржао до краја исте календарске године. После тога је прешао у ужичку Слободу. Наступао је и за Пајде у Петој лиги Швајцарске. Лета 2020. се вратио у родно Краљево и приступио екипи Слоге, за коју је дебитовао у 4. колу Прве лиге Србије, против Жаркова.